# Southgate HC
| Europapokalbilanz Herren Feld |                       |        |       |             |
| Jahr                          | Wettbewerb            | Niveau | Platz | Ort         |
| 1975                          | Club Champions Cup    | 1      | 3     | Frankfurt   |
| 1976                          | Club Champions Cup    | 1      | 1     | Amsterdam   |
| 1977                          | Club Champions Cup    | 1      | 1     | London      |
| 1978                          | Club Champions Cup    | 1      | 1     | Barcelona   |
| 1979                          | Club Champions Cup    | 1      | 5     | Den Haag    |
| 1983                          | Club Champions Cup    | 1      | 3     | Den Haag    |
| 1987                          | Club Champions Trophy | 2      | 1     | Swansea     |
| 1988                          | Club Champions Cup    | 1      | 5     | Bloemendaal |
| 1989                          | Club Champions Cup    | 1      | 4     | Mülheim     |
| 1990                          | Club Champions Cup    | 1      | 6     | Frankfurt   |

Der Southgate Hockey Club ist ein englischer Hockey-Verein aus dem Norden von London. Der Club wurde 1886 gegründet und spielt im Southgate Hockey Centre in Trent Park bei Oakwood. Southgate gewann mit seinen Herren den englischen Pokal 1975, 1980, 1982, 1985, 1986, 1987 und 1988. Zu dieser Zeit wurde noch keine Landesmeisterschaft ausgespielt. In der Premierensaison der England Hockey League 1989 feierte der Club seine bisherig einzige Meisterschaft. International wurde der Verein bekannt durch den Gewinn des EuroHockey Club Champions Cup in den Jahren 1976, 1977 und 1978. In der Saison 2008/2009 stieg das Team als Tabellenletzter aus der 1. Liga ab.